# George Van Cleaf
George Van Cleaf (ur. 8 października 1879 w Northfield, zm. 6 stycznia 1905 na Brooklynie) – amerykański pływak i piłkarz wodny, medalista olimpijski z Letnich Igrzysk 1904 w Saint Louis.
Razem z klubem New York Athletic Club zdobył złoty medal w turnieju piłki wodnej oraz zajął 4. miejsce w sztafecie pływackiej na 4 × 50 jardów stylem dowolnym. Zmarł na dur brzuszny wywołany brudną wodą miejsca rozgrywek pływackich.